# Trzęsienia ziemi w Turcji i Syrii (2023)
Trzęsienia ziemi w Turcji i Syrii – dwa silne trzęsienia ziemi, do których doszło 6 lutego 2023 roku w okolicach granicy Turcji z Syrią. 

## Przebieg kataklizmu
| Państwo | Ofiary | Ranni   |
| ------- | ------ | ------- |
| Turcja  | 50 783 | 107 204 |
| Syria   | 8 476  | 14 500  |
| Razem   | 59 259 | 121 704 |

Pierwszy wstrząs wystąpił o godzinie 4:17 rano czasu miejscowego. Hipocentrum znajdowało się w odległości 33 km od tureckiego miasta Gaziantep na głębokości 17,9 km pod ziemią, a magnituda wynosiła 7,8. Wstrząsy wtórne osiągały magnitudę do 6,7. Było to – obok trzęsienia ziemi z 1939 roku – najsilniejsze trzęsienie ziemi w historii tureckich pomiarów. Tego samego dnia o godzinie 13:24 czasu miejscowego odnotowano, już podczas akcji ratunkowych po pierwszym kataklizmie, drugą falę wstrząsów o magnitudzie 7,7 z epicentrum około 79 km na północny wschód od miasta Kahramanmaraş. Silne wstrząsy nawiedziły także północno-zachodnią Syrię. W wyniku trzęsień ziemi życie straciło ponad 59 tysięcy osób w obu krajach. Pod względem liczby ofiar była to najtragiczniejsza klęska żywiołowa we współczesnej historii Turcji.
Trzęsienie było odczuwalne na Cyprze, w Iraku i Libanie. Wstrząsy były również wykrywane przez sejsmografy  w Polsce w województwie małopolskim i w podkarpackim.

## Akcja ratunkowa
W miejsce katastrofy naturalnej natychmiast rozdysponowano wszelką możliwą pomoc krajową. Prezydent Turcji Recep Tayyip Erdoğan ogłosił trzymiesięczny stan wyjątkowy w 10. prowincjach objętych wstrząsami i zaalarmował kraje ościenne o potrzebie pozyskania pomocy międzynarodowej.   
Pomoc poszkodowanym w ramach solidarności ponadnarodowej natychmiast zaoferowało wiele krajów Europy i świata, w tym Polska, Szwecja, Stany Zjednoczone. 6 lutego na pokład specjalnie wyczarterowanego dreamlinera PLL LOT lecącego  z Polski do Turcji wysłano zespół składający się z 76 strażaków HUSAR Poland Państwowej Straży Pożarnej i osiem wyszkolonych psów poszukiwawczych oraz członków Zespołu Pomocy Humanitarno-Medycznej (ZPHM). Zespół pojechał na miejsce z 20 tonami sprzętu specjalistycznego, w celu podjęcia akcji ratowniczo-poszukiwawczej. W przeciągu niecałych 72 godzin Polakom udało się uratować co najmniej 12 osób. Dzień po trzęsieniu do pomocy zadeklarowali się też polscy ratownicy górniczy ze spółki PGG oraz JSW, którzy udali się do Turcji polskim rządowym samolotem. 8 lutego, Ministerstwo Obrony poinformowało, że na teren Turcji zostanie wysłany 52-osobowy zespół lekarzy z Wojskowego Szpitala Polowego we Wrocławiu razem z mobilnym punktem medycznym.  
W koordynowanie pomocy humanitarnej zaangażował się m.in. Międzynarodowy Komitet Ratunkowy (IRC), Unia Europejska oraz Sojusz Północnoatlantycki. Nad Turcją otwarto humanitarny korytarz powietrzny w celu przyspieszenia operacji ratunkowej.  
Udzielanie pomocy na miejscu było szczególnie skomplikowane ze względu na niską temperaturę – bliską zeru stopni Celsjusza – oraz opady deszczu i śniegu. Akcję ratunkową dodatkowo utrudniały: oblodzenie dróg, a miejscami brak dojazdu spowodowany samym kataklizmem lub słabo rozbudowaną infrastrukturą jak np. w Syrii. Ponadto w dniu 20 lutego 2023 doszło do kolejnego trzęsienia ziemi o magnitudzie 6,3 z epicentrum w Antiochii, co doprowadziło do zawalenia się budynków uszkodzonych na skutek wstrząsów z 6 lutego.  
W akcji ratunkowej wzięło udział co najmniej 100 tys. ratowników i członków służb mundurowych.  
Światowa Organizacja Zdrowia zajęła się kierowaniem pierwszej pomocy i leków do poszkodowanych krajów.

## Reakcja międzynarodowa

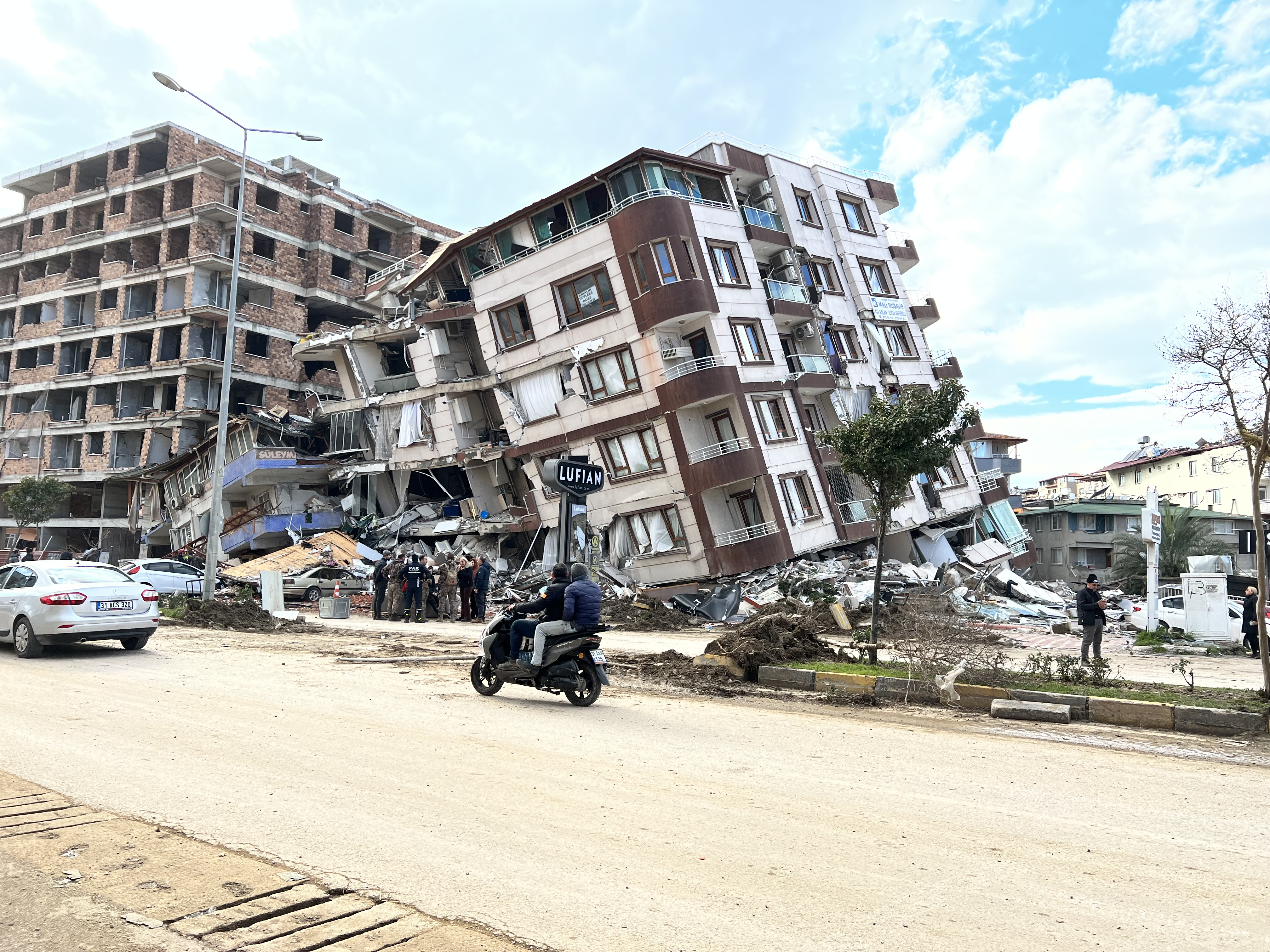
Skutki trzęsienia w Turcji

W akcjach ratunkowych pomoc zadeklarowało ponad 80 rządów na całym świecie w tym: Czechy, Francja, Malta, Holandia, Indie, Polska, Algieria, Włochy, Mołdawia, Izrael, Węgry, Niemcy, Serbia, Słowacja, Wielka Brytania, Rosja. Większość z nich wysłało kilkudziesięcioosobowe grupy złożone z ratowników górniczych, ekspertów, anestezjologów.
Błyskawicznie pomocą na miejscu lub przez organizowanie dostaw humanitarnych zajęły się organizacje pożytku publicznego (OPP) np. Lekarze bez granic, IRC, Międzynarodowy Komitet Czerwonego Krzyża oraz Save the Children.
UNHCR, UNICEF oraz WHO udzieliły pomocy w obu państwach poprzez organizowanie zbiórek a następnie dystrybucję koców, kurtek i ciepłej żywności. Szczególną pomocą objęto Syrię ze względu na trwającą w tym kraju wojnę. 
W operacji logistycznej wykorzystano Europejski Mechanizm Ochrony Ludności, który w użyciu z innymi mechanizmami w ramach UE przyczynił się do utworzenia 27 zespołów ratowniczych z 19 różnych państw, w tym z Albanii i Czarnogóry.